# Fotojornalismo

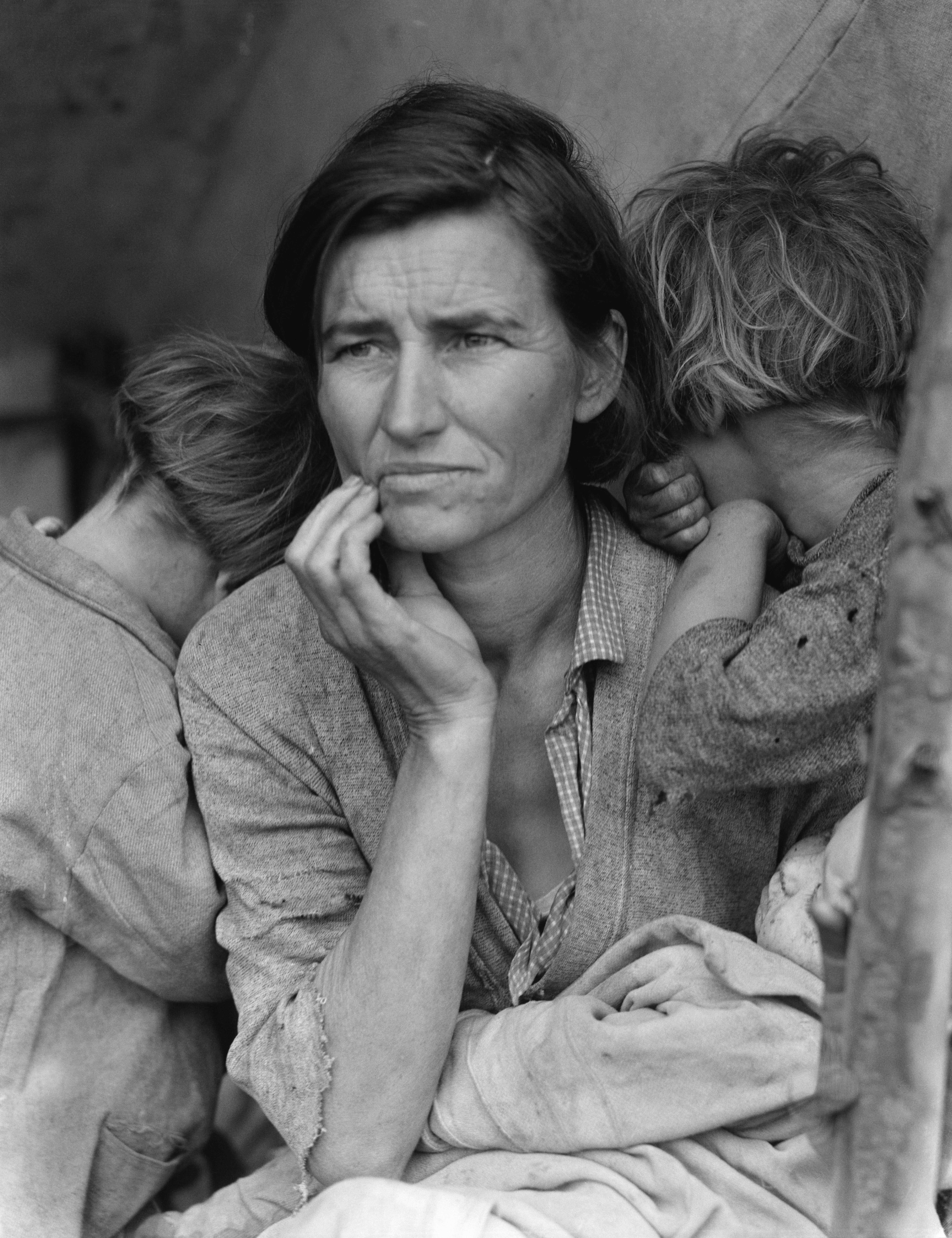
Um célebre exemplo de fotografia jornalística: Migrant Mother, de Dorothea Lange (1936) uma das 100 Fotografias que Mudaram o Mundo.

O fotojornalismo vem do ramo da fotografia, onde a informação é clara e objetivada, através das imagens. Pode também ser considerada uma especialização do jornalismo.
Através do fotojornalismo, a fotografia pode exibir toda a sua capacidade de transmitir informações. Essas informações são transmitidas pelo enquadramento, distância focal, composição, escolhidos pelo repórter-fotográfico diante dos fatos. Nas comunicações impressas, como jornais e revistas, bem como na internet, o endosso da informação através da fotografia é constante.
Dentre os vários vieses e funções que a fotografia emite, ao ser transformada em fotojornalismo, Jorge Pedro Sousa afirma que sua finalidade primeira é informar. Para isso, recorre-se à conciliação de fotografias e elementos potencialmente conferidores de sentido a uma mensagem fotojornalística. A atribuição de significado se faz, dentro do fotojornalismo, para além da imagem.

## Gêneros
A fotografia nos meios de comunicação é muito importante como fonte de informação. Matérias jornalísticas destacam-se com a presença da fotografia.
A fotografia em preto e branco publicada em jornais, existe há mais de cem anos e é uma das características do fotojornalismo. Embora a fotografia colorida tenha ganho espaço nessa categoria, no início dos anos 1970, com as revistas semanais brasileiras Manchete, Veja e Realidade, entre outras.
Alguns gêneros de fotografia jornalística podem ser destacados:
- Fotografia social: Nesta categoria estão incluídas a fotografia política, de economia e negócios e fotografias de fatos gerais dos acontecimentos da cidade, do Estado e do País, incluindo a fotografia de tragédia;
- Fotografia desportiva: Nessa categoria, normalmente as informações de lances individuais influi na sua publicação;
- Fotografia cultural: Este tipo de fotografia costuma chamar a atenção para a notícia antes dela ser lida;
- Fotografia policial: Categoria associada a imagens de combate, apreensão e ou repressão policial, crimes, mortes. Este tipo de fotografia, muitas vezes, recebe destaque na sua publicação, o que provoca as mais variadas reações diante dos factos.

## História do fotojornalismo

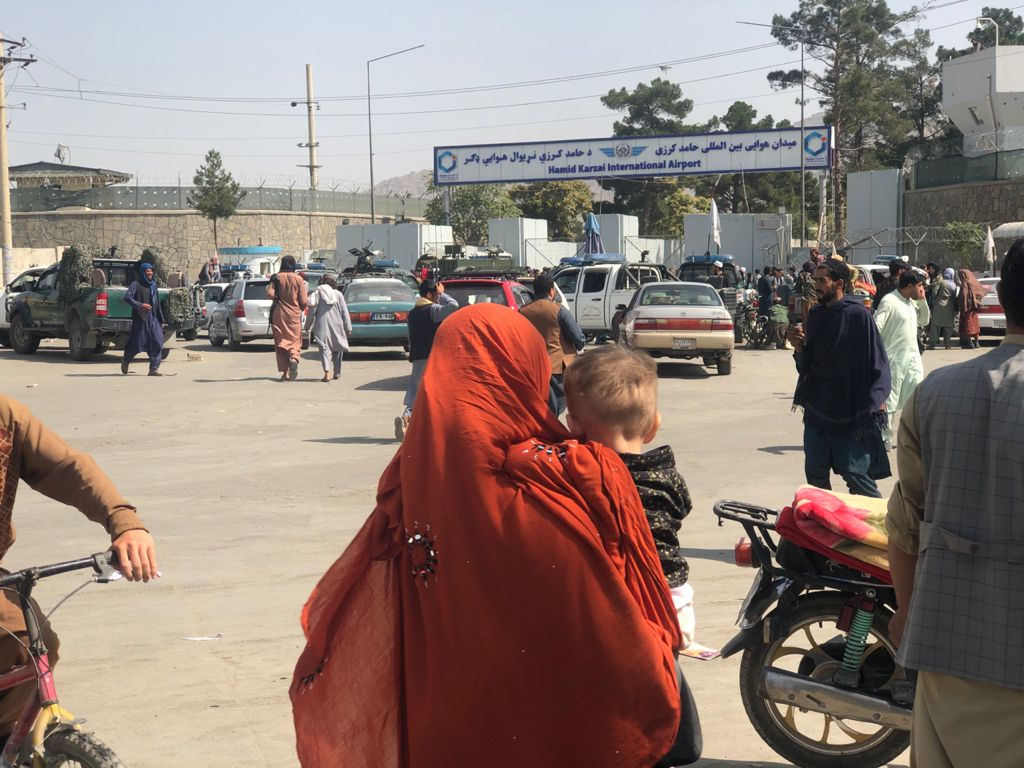
Fotojornalista se arrisca em aeroporto de Cabul durante a turbulenta retirada de civis no Afeganistão no ano de 2021, fotos foram replicadas por diversas fontes de noticias.

Os daguerreótipos obtidos pelos irmãos daguerre em 1841, retratando a procissão de centésimo aniversário de Joseph II, em Viena, foram o primeiro registro fiel de um evento a ser divulgado. O curto 
tempo de exposição — apenas um segundo, o que levou as imagens a serem intituladas Sekundebilder — permitiu, pela primeira vez, o congelamento do movimento.
O final do século XIX e início do século XX vê o aparecimento de películas cada vez mais sensíveis. Isso irá permitir o registro da ação durante seu desenrolar, o que acabará por se tornar a característica definidora do fotojornalismo.

### Técnica
Com o passar dos tempos os jornalistas/repórteres-fotográficos desenvolvem o que podemos chamar de visão periférica, uma graduação maior de visão. Os graus de visão do repórter aumentam por ter que cuidar à distância e próximo, exemplo claro disso é o futebol, onde ambos extremos são utilizados.

## Fotojornalismo independente

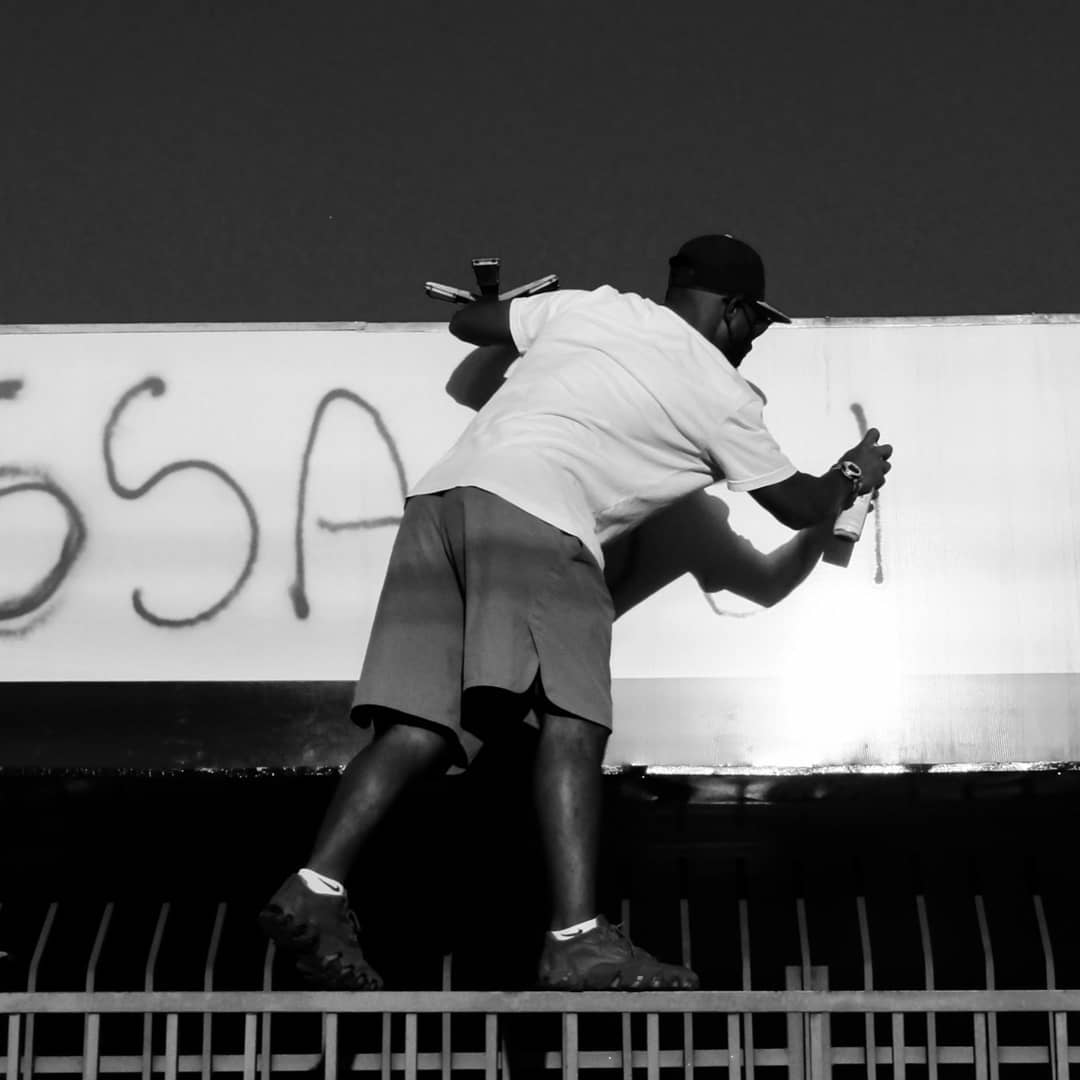
Imagem de um fotojornalista independente durante os protestos pelo assassinato João Alberto Freitas em 2020, algumas fotos do autor foram replicadas no portal de noticias Mídia Ninja.

A ideia do fotojornalismo independente surgiu na França após a II Guerra Mundial. Formou-se agência de fotógrafos com um mesmo objetivo: ter liberdade de pauta, discutir os trabalhos realizados, se aprofundar nas reportagens e sobretudo lutar pelos direitos autorais e a posse dos negativos originais. A Agência Cooperativa Magnum, fundada em 1947 em Paris, por quatro fotógrafos: Henri Cartier-Bresson, Robert Capa, David Seymour e George Rodger, foi a pioneira. O movimento de reconstrução da Europa e o progresso tecnológico exigido pela destruição da guerra proporcionaram a criação de uma forma nova de fazer e comercializar a fotografia e discutir sua função. Paris, pela sua importância geográfica e ideológica, facilitava isso. A criação dessa nova forma de agenciar imagens viria modificar toda a história do fotojornalismo no mundo.
No Brasil, existe diversas agências de fotojornalismo que buscam a liberdade de escolher pautas hardnews, dando abertura para seus colaboradores buscarem as pautas que mais tem afinidades. As principais agência no Brasil são: Agência Estado, Agência O Globo, Folhapress, Zimel Press, AGIF entre outras.

## Agências de notícias

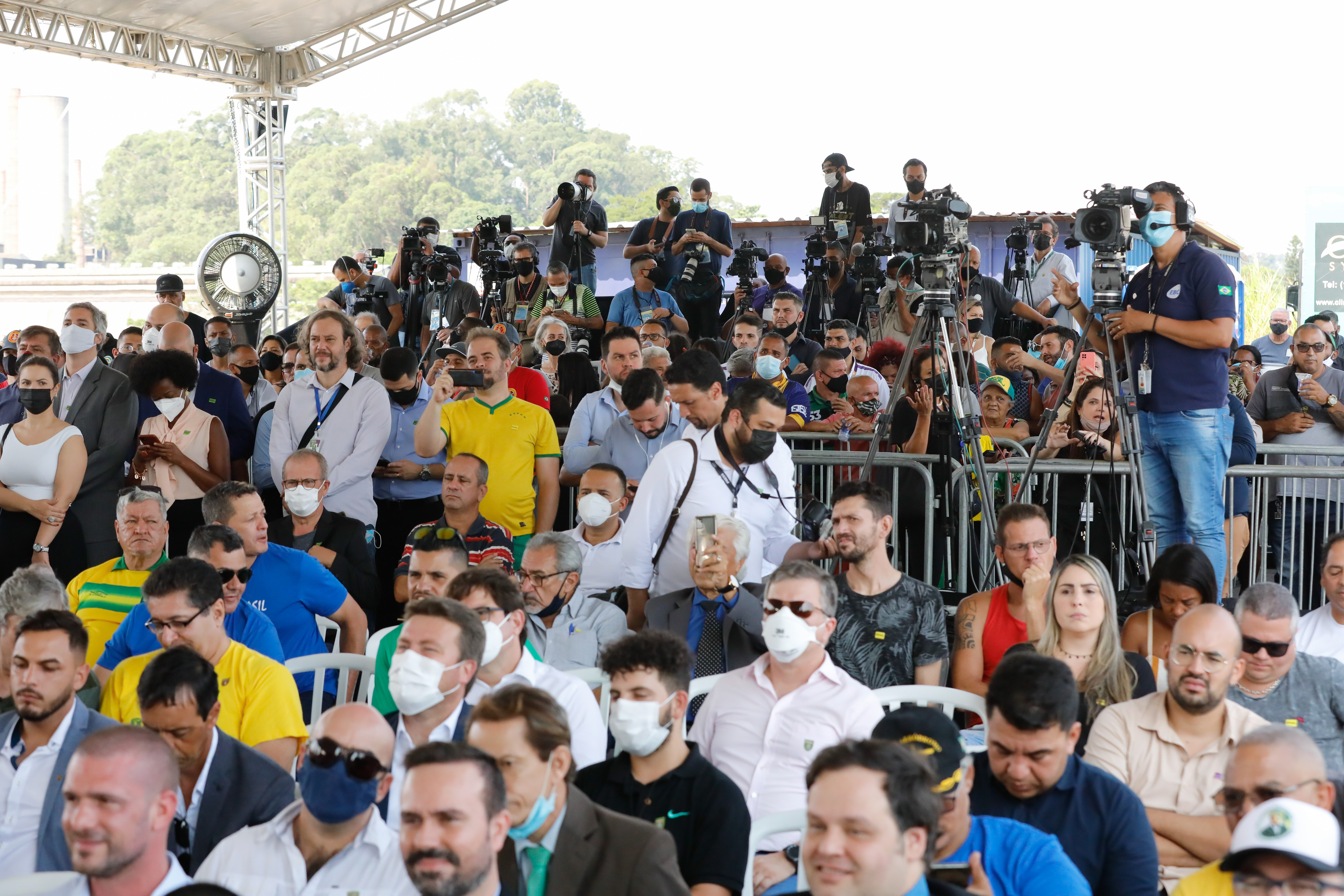
Fotógrafos e cinegrafistas durante uma cerimônia de inauguração.

Com o tempo, as Agências de Notícias proliferaram-se, e hoje muitos jornais de pequeno e médio porte tem agências, licenciando os seus fotógrafos para venda de seus trabalhos em redes OnLine na internet e nos jornais com circulação interna. Podemos observar sobre a imagem ou ao lado dela, o nome da agência ou a abreviatura. Exemplo AE (Agência Estado) no Brasil e AFP (Agence France-Presse) original francesa, AP (Associated Press), (Reuters).

## Paparazzi

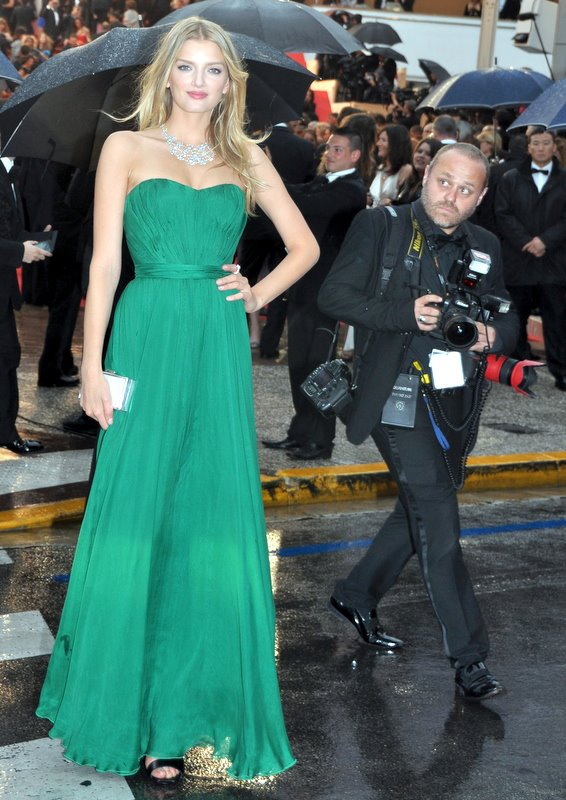
Paparazzi observa Lily Donaldson durante o prêmio de Cannes no ano de 2012

Com a morte da princesa Diana se criou um folclore sobre os paparazzi, esses fotógrafos de ocasião podem chegar a ficar famosos em virtude de suas fotos. Estar a postos com uma câmara na mão basta para registrar uma imagem que pode render muito dinheiro, e também reputação. A cantora norte-americana Britney Spears costuma ser alvo dos paparazzi que faturam milhões com fotos dela em ocasiões constrangedoras, certas partes dos EUA já adotaram políticas contra este tipo de profissional.

## Fotojornalismo esportivo
Fotojornalismo esportivo são fotos informando sobre o esporte, normalmente para o leitor poder imaginar melhor por exemplo um jogo de futebol ou um jogo de basquete.

## Fotografia publicada
Em 1900, surge a Revista da Semana, como suplemento do Jornal do Brasil. Essa revista passa a utilizar fotografias lado a lado com caricaturas, popularizando a imagem fotográfica no Brasil. Em 1904 o jornal London Daily Mirror publicava a primeira fotografia colorida em jornal. 

### Crédito fotográfico — direito autoral
No Brasil a lei Nº 9 610 de 19 de fevereiro de 1998, atualiza e consolida a legislação sobre direitos autorais. O crédito fotográfico é obrigatório em todas as publicações.
Os direitos autorais de uma fotografia, assim como demais obras e criações, podem ser licenciados através de licenças como a Creative Commons.